# Johann Georg Burger
Pour les articles homonymes, voir Burger.
Johann Georg Burger est un orfèvre actif à Strasbourg au XVIIe siècle.

## Biographie
Il est reçu maître en 1682. 

## Œuvre

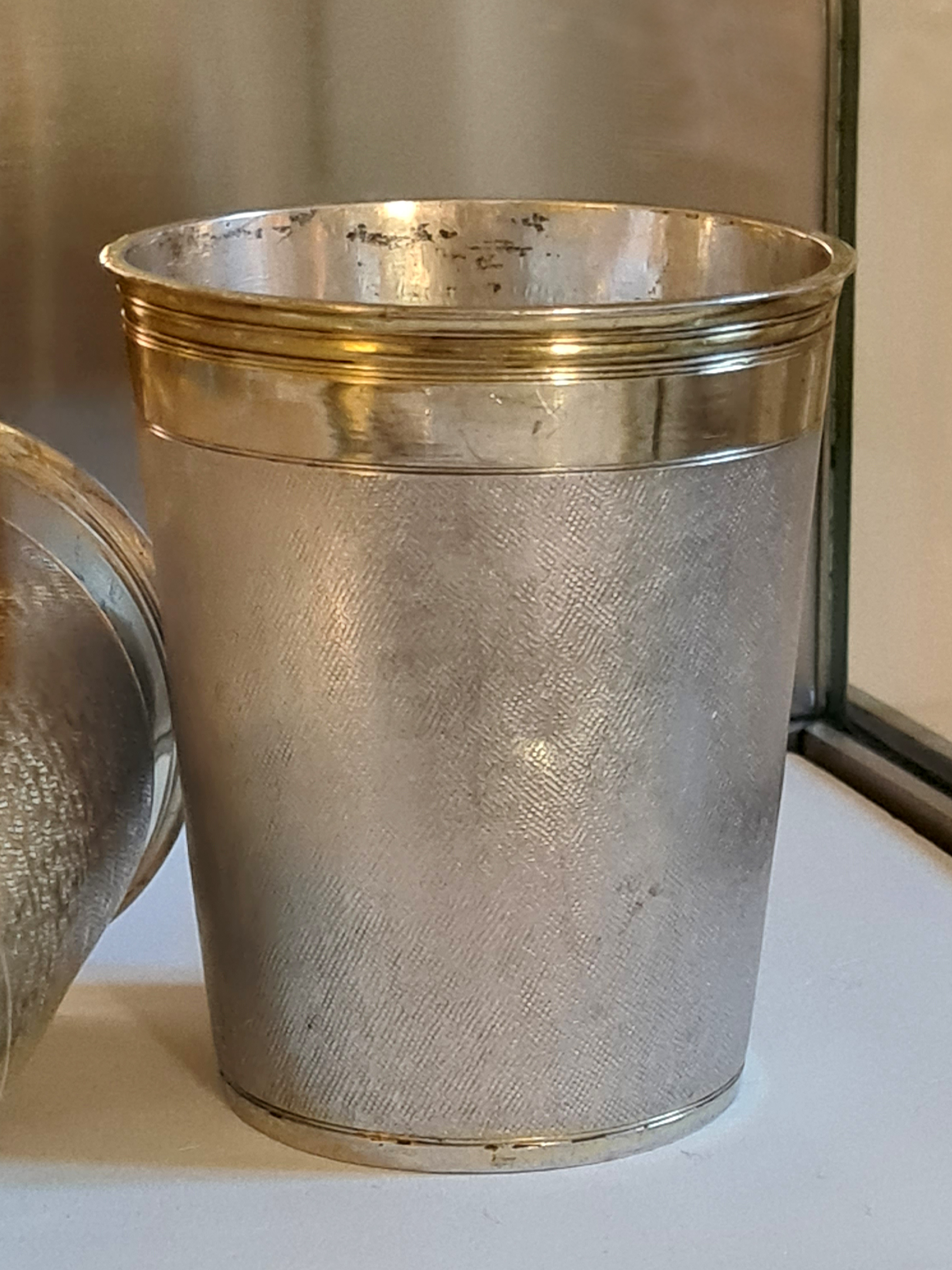
Gobelet de Magistrat de 1684.

Le musée des arts décoratifs de Strasbourg détient de lui un gobelet de Magistrat de 1684. C'est un gobelet cylindrique à corps amati, dont les bords supérieur et inférieur sont cerclés d'une bande dorée unie moulurée de filets.
Sous le fond sont gravés le poinçon 13 à fleur de lys et le poinçon du maître, ainsi qu'un cercle dans lequel figurent la massue des armes de Colmar et la date 1684.
La pièce a été présentée lors de plusieurs expositions, dont L'Alsace Française 1648-1948, à Strasbourg en 1948 et Le siècle d'or de l'orfèvrerie à Strasbourg à Paris en 1964.